# Lindby, Skurups kommun
Lindby är en småort i Svenstorps socken på Söderslätt i Skurups kommun.